# Gaétan-Pierre Stanski
Gaétan-Pierre Stanski (né à Witkowice en Galicie en 1804 et mort à Paris le 15 février 1879) est un médecin anticontagionniste. Il légua cependant à sa mort une somme d'argent à l'Académie de médecine pour la fondation d'un prix à décerner au mémoire le plus convaincant sur l'existence réel de la contagion. Le Prix Stanski a été décerné en 1892 à Pierre Victor Galtier.
Libre penseur, il est matérialiste de la lignée évolutionniste. Il défend en philosophie comme en médecine dans le cadre de la question de l'origine des choses un concept de « spontanéité » des choses, c'est-à-dire la capacité des choses à se former, à se structurer, à se développer par elles-mêmes sans l'intervention de quelque chose extérieur aux choses.  
Dans son application en médecine, la maladie s'est ainsi déclarée spontanément à l'intérieur du corps devenu malade sans intervention extérieur au corps. Dans l'état des connaissances de l'époque, l'idée de contagion des maladies dans leur globalité y est vue comme un créationnisme défendu par les dogmes religieux. C'est une conception purement immanentiste contre toute transcendance (naturelle, idéaliste ou spiritualiste). 
C'est contre les visions traditionalistes et ses pratiques spiritualistes que Gaétan-Pierre Stanski opère tel un simple matérialiste en anti-contagionniste.

## Biographie
Il fait ses études médicales à Paris. 
Ancien élève de l'École pratique, il est interne en 1835, et devient membre de la Société anatomique.
Il eut à se louer de la protection du comte Tanneguy Duchâtel, ministre de l'intérieur.
En 1859, il soutient sa thèse inaugurale. Puis, se fixe ensuite à Paris, en tant que médecin du bureau de bienfaisance de l'institution des diaconesses et du diaconat réformé et chirurgien du deuxième dispensaire de la Société philanthropique, etc.
Il est également membre de la Société médicale du IIIe arrondissement, etc.